# Izdebno (Międzychód)
Pour les articles homonymes, voir Izdebno.
Izdebno (prononciation : [izˈdɛbnɔ]) est un village polonais de la gmina de Sieraków dans le powiat de Międzychód de la voïvodie de Grande-Pologne dans le centre-ouest de la Pologne.
Il se situe à environ 9 kilomètres à l'est de Sieraków (siège de la gmina), 24 kilomètres à l'est de Międzychód (siège du powiat), et à 56 kilomètres au nord-ouest de Poznań (capitale de la Grande-Pologne).

## Histoire
De 1975 à 1998, le village faisait partie du territoire de la voïvodie de Poznań.

Depuis 1999, Izdebno est situé dans la voïvodie de Grande-Pologne.
Le village possède une population de 208 habitants en 2012.